# Lero
Lero é um deus celta obscuro, invocado lado a lado da deusa Lerina como o espírito epônimo de Lérins na Provença. Nada é conhecido sobre este deus à parte destas dedicatórias epigráficas.  [carece de fontes?]